# أندريه براسارد
أندريه براسارد هو كاتب سيناريو ومخرج وممثل كندي، ولد في 28 أغسطس 1946 في مونتريال في كندا. من الجوائز التي نالها جائزة دينيس بيليتييه ‏.

## جوائز
- جائزة دينيس بيليتييه [الإنجليزية]‏

## وصلات خارجية
- أندريه براسارد على موقع IMDb (الإنجليزية)
- أندريه براسارد على موقع ألو سيني (الفرنسية)
- أندريه براسارد على موقع أول موفي (الإنجليزية)
- أندريه براسارد على موقع قاعدة بيانات الفيلم (الإنجليزية)
- أندريه براسارد على موقع كينوبويسك (الروسية)